# Добра, Ярослава
Ярослава Добра (чеш. Jaroslava Dobrá, настоящая фамилия Пршибылова, чеш. Přibylová; 3 сентября 1923, Нимбурк — 7 сентября 1971, Прага) — чешская певица (меццо-сопрано).
Окончила Пражскую консерваторию (1945), ученица Яромиры Томашковой. После этого поступила в новосозданную оперную труппу Театра 5 мая, в составе которой в 1948 году влилась в Национальный театр, солисткой которого оставалась до конца жизни. В 1945—1947 гг. совершенствовала своё мастерство в Академии музыкального искусства, в дальнейшем занималась также под руководством Тино Паттьеры и Роберта Роснера. В 1954 г. была удостоена второй премии международного музыкального фестиваля «Пражская весна» (первая премия не была присуждена).
Среди основных партий — оперы Бедржиха Сметаны: Людмила и Гата в «Проданной невесте», Дечана в «Бранденбуржцах в Чехии», Радмила в «Либуше», Мартинка в «Поцелуе», Ружа в «Тайне». Пела также Марину Мнишек в «Борисе Годунове» Модеста Мусоргского, Амнерис в «Аиде» Джузеппе Верди, Мерседес в «Кармен» Жоржа Бизе и т. д. Как концертная певица выступала с вокальными сочинениями Йозефа Богуслава Фёрстера и Витезславы Капраловой.